# Tococa capitata
Tococa capitata là một loài thực vật có hoa trong họ Mua. Loài này được Trail ex Cogn. miêu tả khoa học đầu tiên năm 1888.